# Culoz-Béon
Culoz-Béon è un comune francese di 3.416 abitanti situato nel dipartimento dell'Ain nella regione dell'Alvernia-Rodano-Alpi. È stato istituito il 1º gennaio 2023 dalla fusione dei precedenti comuni di Béon e Culoz.

## Infrastrutture e trasporti
Il territorio comunale è attraversato dalla linea internazionale Lione – Ginevra. Presso Culoz ha inoltre termine la linea ferroviaria della Moriana che assieme alla Torino – Modane collega la rete ferroviaria francese con quella italiana.